# Froot
Froot é o terceiro álbum de estúdio da cantora e compositora galesa Marina, lançado em 13 de março de 2015 através da Neon Gold Records e Atlantic Records, embora a data original de lançamento fosse 3 de abril (que foi alterada devido ao vazamento das faixas na internet), precedido pelos lançamentos individuais de cinco músicas, uma liberada a cada mês para promover o álbum. David Kosten produziu todo o álbum ao lado de Diamandis. O álbum foi o último assinado com o nome Marina and the Diamonds, posteriormente, a cantora alterou seu nome artístico apenas para Marina.

## Antecedentes
"Talvez eu esteja pronta para mudar. Talvez eu estava pronta para largar de coisas que eu tenham acontecido no passado. Eu não sei se isso acontece com outras pessoas quando atingem uma certa idade, ou talvez algumas pessoas nem sequer tenham essas questões para resolver. Talvez não seja muito comum, mas eu sei que era importante para o meu futuro."

- Diamandis sobre Froot
Em fevereiro de 2013, Diamandis anunciou que estava escrevendo o material para seu terceiro álbum, embora ela havia confirmado durante uma sessão de Q&A através do Facebook com os seus fãs que o material para o álbum foi escrito a partir de Julho 2012 em diante. David Kosten é confirmado como produtor para o álbum.
Em uma entrevista com a The Line Of Best Fit, Diamandis fala do álbum do passado e o novo. Ela disse que, assim que ela terminou o álbum e "Primadonna" saiu, ela já sabia o que queria fazer com o terceiro disco. Electra Heart veio com uma lista de produção e créditos da escrita, mas para o novo álbum ela preferia a companhia de um produtor em oposição a um elenco rotativo; em Froot, ela poderia criar "a coisa toda". Ela sentia que sua confiança como compositora tinha melhorado, ouvindo seus instintos e acreditando em suas próprias habilidades.
Electra Heart era tão incrível em que ele realmente mudou a maneira que eu escrevi, e eu não acho que eu teria escrito este álbum se eu não tivesse passado por esse processo. Eu estaria observando pessoas como Diplo e Dr. Luke, e eu achei depois que foi escrito de uma forma muito mais livre, ao passo quando eu estava escrevendo no meu próprio com um piano que eu estava realmente apenas presa a ela, e eu me tornei bastante limitada, como se eu tivesse chegado a um certo ponto. Eu acho que foi até o fato de que eles estavam me dando instrumentais para escrever, e eu era como "bem, eu posso fazer um instrumental ..." assim que eu comecei a fazer esses queridos realmente de má qualidade em casa e, em seguida, eu descobri que completamente e de repente abriu-se toda a minha esfera de composição de uma forma realmente surpreendente.
Além disso, ela sentiu que havia uma distância entre a maneira como ela fazia em uma apresentação gravada e ao vivo, por isso, quando ela começou a escrever o álbum e estava à procura de um produtor, ela explicou-lhe que ela precisava para ser produzido como uma banda.
Diamandis também afirmou que Froot não estava totalmente obscuro, e que "é quase uma comemoração de ser feliz". O álbum é descrito como consideravelmente "reflexivo" em comparação com suas versões anteriores, e é dito ser "centrada em torno de coisas extremamente diferentes; metade do álbum é sobre um relacionamento que eu tinha que acabar". A cantora declarou que a palavra "Fruit" foi grafada como "Froot" porque ela gostava do jeito que olhou, especialmente desde que o "O"s poderiam se interligar.

## Composição
As músicas foram gravadas com uma banda ao vivo. A primeira faixa do álbum, "Happy" foi descrita por Idolator como uma "balada triste e sincera". Nela, a cantora descreve "suas emoções do modo mais simples, mais com uma doce melodia de piano", sua voz permanece como foco. A faixa-título, "Froot" foi descrita por críticos como sendo peculiar, como um estilo anos 70 e 80.
"I'm a Ruin" é uma composição de mid-tempo em que Diamandis reflete sobre a vida e amar a si mesma de forma egoísta. Seus vocais tensos são apoiados por exuberantes sifônias e tambores categóricos. Os críticos elogiaram a letra como semelhante aos que ela escreveu para Electra Heart, ao mesmo tempo, "nitidamente confessional". A última canção, "Immortal", é uma "balada delicada, que descreve a natureza transitória da vida". Os críticos acharam esse tema recorrente em sua "obra ocasionalmente mórbida", mas que Diamandis sempre analisa o tema em uma perspectiva original.
Sobre "Gold" Diamandis revelou: "Eu a escrevi na Alemanha, enquanto estava abrindo a turnê do Coldplay e divulgando o álbum Electra Heart. Eu estava me sentindo muito frustrada na época, e escrevi essa música, como resultado", disse ela.

## Promoção
| Críticas profissionais | Críticas profissionais |
| Pontuações agregadas   | Pontuações agregadas   |
| Fonte                  | Avaliação              |
| ---------------------- | ---------------------- |
| Metacritic             | 75/100                 |
| Avaliações da crítica  |                        |
| Fonte                  | Avaliação              |
| Digital Spy            | [ 20 ]                 |
| DIY                    | [ 21 ]                 |
| Entertainment Weekly   | A-                     |
| The Irish Times        | [ 23 ]                 |
| The Observer           | [ 24 ]                 |
| State                  | [ 25 ]                 |
| Sunday Express         | [ 26 ]                 |

A faixa título do álbum, "Froot", estreou no dia do aniversário Diamandis, 10 de outubro de 2014, e foi lançada digitalmente em 11 de Novembro de 2014. A lista de faixas foi confirmada em 9 de novembro de 2014, enquanto a capa do álbum foi revelada no dia seguinte. Diamandis confirmou que seis músicas seriam lançadas antes do lançamento do álbum, uma a cada mês, até 6 de abril de 2015. "Froot" foi a primeira a ser lançada em novembro de 2014, seguida por "Happy" em dezembro de 2014, "Immortal" foi lançado em janeiro de 2015, seguida por "I'm a Ruin" em fevereiro de 2015. Todas as faixas lançados até agora, também foram lançadas em versão single vinil.

## Lista de faixas
| N.º | Título              | Compositor(es)   | Produtor(es)           | Duração |  |
| 1.  | "Happy"             | Marina Diamandis | David Kosten Diamandis | 4:01    |  |
| 2.  | "Froot"             | Diamandis        | Kosten Diamandis       | 5:31    |  |
| 3.  | "I'm a Ruin"        | Diamandis        | Kosten Diamandis       | 4:32    |  |
| 4.  | "Blue"              | Diamandis        | Kosten Diamandis       | 4:14    |  |
| 5.  | "Forget"            | Diamandis        | Kosten Diamandis       | 4:07    |  |
| 6.  | "Gold"              | Diamandis        | Kosten Diamandis       | 4:10    |  |
| 7.  | "Can't Pin Me Down" | Diamandis        | Kosten Diamandis       | 3:26    |  |
| 8.  | "Solitaire"         | Diamandis        | Kosten Diamandis       | 4:37    |  |
| 9.  | "Better Than That"  | Diamandis        | Kosten Diamandis       | 4:36    |  |
| 10. | "Weeds"             | Diamandis        | Kosten Diamandis       | 4:08    |  |
| 11. | "Savages"           | Diamandis        | Kosten Diamandis       | 4:16    |  |
| 12. | "Immortal"          | Diamandis        | Kosten Diamandis       | 5:21    |  |

## Vendas
Mesmo sem nenhum hit de sucesso, o álbum estreou na oitava posição nos Estados Unidos, sendo o primeiro top 10 da cantora no país. Também conquistou a décima colocação no Reino Unido, sendo seu terceiro top 10 no país. Mundialmente vendeu aproximadamente 70.000 cópias na primeira semana, se posicionando em décimo primeiro lugar, e sendo mais um recorde na carreira de Marina. Até janeiro de 2016, vendeu pouco mais de 40.000 cópias no Reino Unido e 75.000 cópias nos Estados Unidos.

## Desempenho nas tabelas musicais
| Tabela musical (2015)                     | Melhor posição |
| ----------------------------------------- | -------------- |
| Austrália (ARIA)                          | 12             |
| Áustria (Ö3 Austria Top 40)               | 38             |
| Bélgica (Ultratop Flandres)               | 92             |
| Bélgica (Ultratop Valônia)                | 61             |
| Países Baixos (Dutch Charts)              | 21             |
| Finlândia (Suomen virallinen lista)       | 19             |
| França (SNEP)                             | 78             |
| Alemanha (Offizielle Deutsche Charts)     | 24             |
| Irlanda (IRMA)                            | 4              |
| Itália (FIMI)                             | 68             |
| Nova Zelândia (RMNZ)                      | 12             |
| Escócia (Official Scottish Albums)        | 9              |
| Suíça (Schweizer Hitparade)               | 10             |
| Espanha (PROMUSICAE)                      | 27             |
| Reino Unido (UK Albums Chart)             | 10             |
| Estados Unidos (Billboard 200)            | 8              |
| Estados Unidos (Billboard Digital Albums) | 4              |
| Estados Unidos (Top Tastemaker Albums)    | 21             |

## Histórico de lançamento
| Região         | Data                | Versão                | Formato                | Gravadora                 |
| -------------- | ------------------- | --------------------- | ---------------------- | ------------------------- |
| Austrália      | 13 de março de 2015 | Padrão deluxe         | CD LP download digital | Atlantic Warner Neon Gold |
| Bélgica        | 13 de março de 2015 | Padrão deluxe         | CD LP download digital | Atlantic Warner Neon Gold |
| Países Baixos  | 13 de março de 2015 | Padrão deluxe         | CD LP download digital | Atlantic Warner Neon Gold |
| Alemanha       | 13 de março de 2015 | Padrão deluxe         | CD LP download digital | Atlantic Warner Neon Gold |
| Irlanda        | 13 de março de 2015 | Padrão deluxe         | CD LP download digital | Atlantic Warner Neon Gold |
| Reino Unido    | 13 de março de 2015 | Padrão deluxe box set | CD LP download digital | Atlantic Warner Neon Gold |
| Estados Unidos | 13 de março de 2015 | Padrão deluxe         | CD LP download digital | Atlantic Warner Neon Gold |
| Rússia         | 13 de março de 2015 | Padrão deluxe         | CD LP download digital | Atlantic Warner Neon Gold |
| Suécia         | 13 de março de 2015 | Padrão deluxe         | CD LP download digital | Atlantic Warner Neon Gold |
| Brasil         | 13 de março de 2015 | Padrão deluxe         | CD LP download digital | Atlantic Warner Neon Gold |
| Itália         | 13 de março de 2015 | Padrão deluxe box set | CD LP download digital | Atlantic Warner Neon Gold |
| México         | 13 de março de 2015 | Padrão deluxe         | CD LP download digital | Atlantic Warner Neon Gold |
| Espanha        | 13 de março de 2015 | Padrão deluxe         | CD LP download digital | Atlantic Warner Neon Gold |